# Флаг Шпаковского муниципального округа
Флаг Шпаковского муниципального округа Ставропольского края Российской Федерации — опознавательно-правовой знак, составленный и употребляемый в соответствии с вексиллологическими правилами и служащий одним из официальных символов муниципального образования.
Первоначально был утверждён решением Совета Шпаковского муниципального района от 24 апреля 2009 г. № 123 как флаг Шпаковского муниципального района и 17 декабря 2010 года внесён в Государственный геральдический регистр РФ под номером 6586.
Решением Думы Шпаковского муниципального округа от 26 мая 2021 г. № 162 переутверждён как флаг округа. 6 июля 2021 года зарегистрирован в Государственном геральдическом регистре с сохранением регистрационного номера.

## Описание
Флаг представляет собой голубое полотнище с соотношением сторон 2:3, в центре которого серебряный (белый) вилообразный крест, поверх всего — стоящий Святой Архангел Михаил естественных цветов, с пурпурными крыльями, с золотым (жёлтым) нимбом, в синем одеянии, красном, с золотой (жёлтой) застёжкой, плаще, в красной обуви, вооружённый золотыми (жёлтыми), в левой руке — щитом, в правой — мечом.— Решение Думы Шпаковского муниципального округа Ставропольского края от 26 мая 2021 г. № 162

## Обоснование символики
Флаг Шпаковского муниципального округа Ставропольского края повторяет композицию герба.
На флаге изображён Святой Архангел Михаил — вождь небесного воинства, небесный покровитель. Серебряный вилообразный крест в центре полотнища флага олицетворяет историческую и природно-географическую уникальность округа.
Жёлтый цвет — символ высшей ценности, величия, богатства, изобилия, урожая. Голубой цвет — символ возвышенных устремлений, возрождения, благородства, искренности, мудрости, духовности, а в православии — Богородичного цвета. Белый цвет — символ совершенства, целомудрия, открытости, взаимопонимания. Красный цвет — символ власти, мужества, жизнеутверждающей силы, великодушия, любви и красоты. Пурпурный цвет — символ высшего достоинства, силы, могущества, благочестия.

## История
Работа над созданием герба и флага Шпаковского муниципального района велась в течение года.

Большая заслуга в разработке символики этого района принадлежит (…) [заместителю главы района] Е. В. Костиной, которая грамотно организовала и возглавила эту работу. На первом этапе при администрации района была создана рабочая группа, в которую вошли представители муниципальных образований района, учителя, представители духовенства, краеведы, общественные деятели. По их заказу Ставропольским государственным музеем-заповедником (…) была подготовлена справка об исторических и физико-географических особенностях района… — Охонько Н. А. «Символы малой родины»

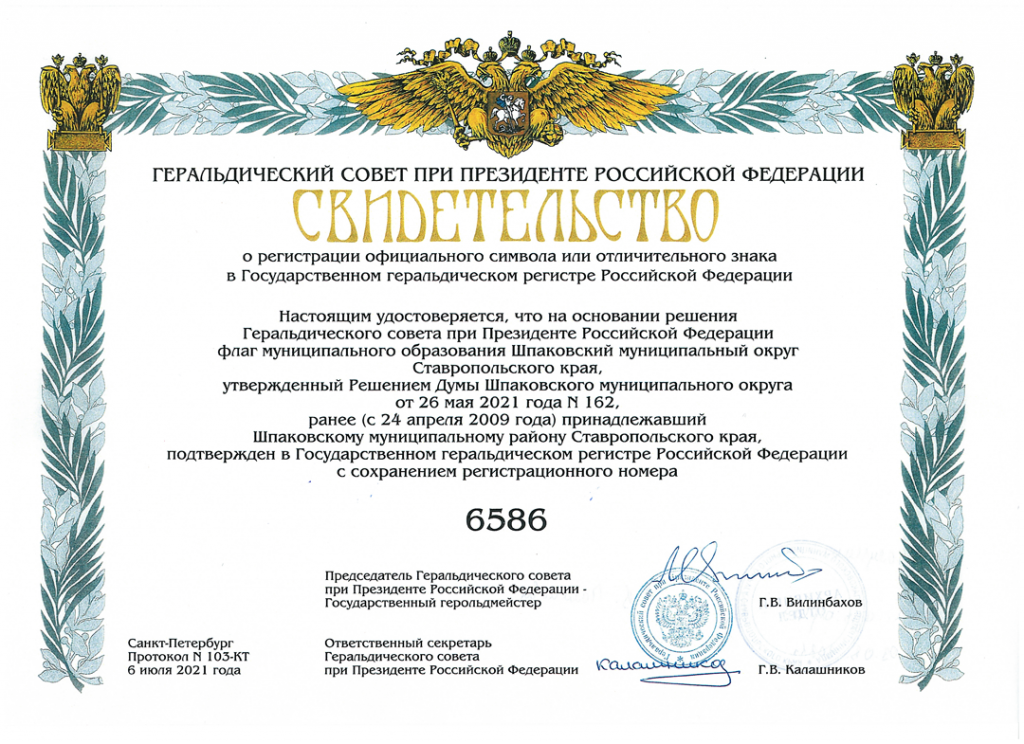
Свидетельство о регистрации флага Шпаковского муниципального округа Ставропольского края в Государственном геральдическом регистре РФ

Проекты герба и флага Шпаковского района были исполнены художником-геральдистом С. Майоровым при участии директора Ставропольского государственного историко-культурного и природно-ландшафтного музея-заповедника Н. Охонько (идея герба). Разработанная ими концепция, которая легла в основу данных проектов, опиралась на «„гласный“, или „говорящий“ принцип геральдики, когда один из главных элементов [герба] совпадает с названием города или фамилией владельца».
Проект флага отражал исторические, природные и географические особенности муниципального образования: помещённое в центр полотнища изображение Святого Архангела Михаила указывало на историческое название Шпаковского района, «центром которого было с. Михайловское, основанное в 1784 году», а вилообразный крест символизировал расположение района, который «находится в самом центре Предкавказья и является водораздельной точкой между бассейнами Каспийского и Чёрного моря».
24 апреля 2009 года флаг Шпаковского муниципального района Ставропольского края был утверждён Советом района в качестве одного из официальных символов муниципального образования и 17 декабря 2010 года внесён в Государственный геральдический регистр под номером 6586.
16 марта 2020 года муниципальные образования Шпаковского района были объединены в Шпаковский муниципальный округ.
Решением Думы Шпаковского муниципального округа Ставропольского края от 26 мая 2021 г. № 162 в округе сохранены герб и флаг, ранее принадлежавшие району.
6 июля 2021 года Геральдический совет при Президенте РФ своим решением подтвердил флаг Шпаковского муниципального округа в Государственном геральдическом регистре с сохранением регистрационного номера 6586.